# Æthelric van Deira
Æthelric van Deira (niet te verwarren met Æthelric van Bernicia) was de tweede koning van Deira. Er is weinig bekend over het leven en de regering van Æthelric en wat we weten komt uit de Angelsaksische kroniek. Daar staat geschreven dat hij koning Ælle van Deira opvolgde in 588.
Uit de  Historia ecclesiastica gentis Anglorum van Beda Venerabilis weten we dat Æthelfrith van Bernicia het Koninkrijk Deira veroverde in 604. Dit betekent dat Æthelric regeerde van 588 tot 604. Waarschijnlijk sneuvelde hij bij deze verovering en dat Edwin van Deira moest vluchten. Edwin van Deira was de zoon van Ælle van Deira. Het vermoeden is dat hij de broer of de oom van Edwin was.